# Sankt Anna am Lavantegg
St. Anna am Lavantegg ist eine ehemalige Gemeinde mit 388 Einwohnern (Stand: 31. Oktober 2013)
im Gerichtsbezirk Judenburg, Bezirk Murtal, im österreichischen Bundesland Steiermark. Seit 2015 ist sie im Rahmen der steiermärkischen Gemeindestrukturreform mit den Gemeinden Amering, Obdach und Sankt Wolfgang-Kienberg zusammengeschlossen. Die neue Gemeinde führt den Namen „Obdach“ weiter.

## Geografie

### Geografische Lage
St. Anna am Lavantegg liegt ca. 15 km südlich der Bezirkshauptstadt Judenburg oberhalb des Oberlauf der Lavant.

### Nachbargemeinden bis Ende 2014
- Amering (Bezirk Murtal)
- Obdach (Bezirk Murtal)
- Mühlen (Bezirk Murau)
- Reichenfels (Bezirk Wolfsberg)

### Gliederung
Das Gemeindegebiet umfasste folgende fünf Ortschaften (in Klammern Einwohnerzahl Stand 1. Jänner 2024):
- Bärnthal (18)
- Lavantegg (192)
- Sankt Anna-Feriensiedlung (25)
- Winterleiten (129)
- Zanitzen (14)

Die Gemeinde bestand aus der einzigen Katastralgemeinde Lavantegg.

## Geschichte
Die politische Gemeinde Lavantegg wurde 1849/50 errichtet.
Der Gemeindename wurde 1990 von Lavantegg auf St. Anna am Lavantegg geändert.

## Kultur und Sehenswürdigkeiten
- Katholische Pfarrkirche St. Anna am Lavantegg

## Wirtschaft und Infrastruktur
Laut Arbeitsstättenzählung 2001 gab es 11 Arbeitsstätten mit 20 Beschäftigten in der Gemeinde sowie 146 Auspendler und 6 Einpendler. Es gab 54 land- und forstwirtschaftliche Betriebe (davon 22 im Haupterwerb), die zusammen 2.584 ha bewirtschafteten (Stand 1999).

## Politik
Der am 31. Dezember 2014 aufgelöste Gemeinderat bestand nach der Gemeinderatswahl 2010 aus neun Mitgliedern und setzte sich wie folgt zusammen: 6 SPÖ und 3 ÖVP.
Letzter Bürgermeister war Josef Moitzi (SPÖ).

### Wappen
Wappenbeschreibung:
„Ein durch zwei an die Oberecken stoßende auswärtsgekehrte altartige silberne türkische Säbel gespaltener Schild mit roten Flanken und grünem Feld, darin eine silberne benadelte Zirbelnuß.“
Die Verleihung des Gemeindewappens erfolgte mit Wirkung vom 1. Juli 1985 (LGBl. 1985, 13. Stück, Nr. 51).

## Persönlichkeiten

### Ehrenbürger
- Eduard Schützenauer (Arzt, 1936)
- Josef Krainer (Landeshauptmann, 1985)
- Pater Liborius Schäckermann OSB von Stift Admont
- Reiter Konrad (60 Jahre Chorleiter Kirchenchor St. Anna)